# Moncaup (Alto Garona)
Moncaup (em occitano:  Montcauv) é uma comuna francesa na região administrativa da Occitânia, no departamento do Alto Garona. Estende-se por uma área de 7.14 km², com 38 habitantes, segundo o censo de 2018, com uma densidade de 5.3 hab/km².